# Rose Parade

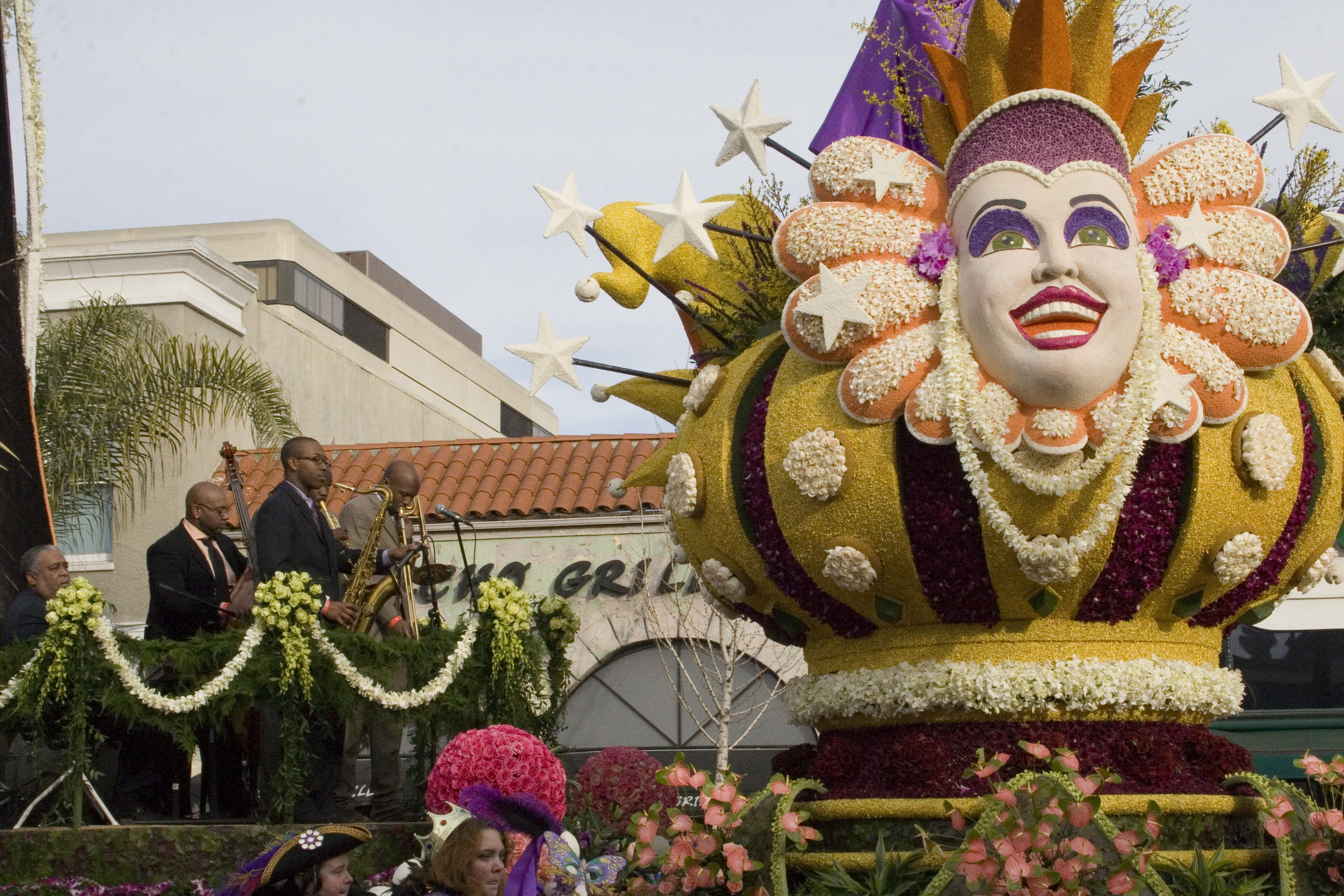
Un carro della sfilata del 2008

La Rose Parade, ufficialmente chiamata Tournament of Roses Parade, è una sfilata di carri allegorici e floreali che si tiene ogni anno a Pasadena (nella contea di Los Angeles) per celebrare l'anno nuovo; tale parata, infatti, viene tenuta ogni anno il 1º gennaio (il 2 nel caso in cui il primo gennaio fosse di domenica). Tutti i carri che sfilano devono essere ricoperti da elementi naturali come fiori, foglie o corteccia, obbligando così i volontari che preparano i carri a giornate frenetiche di lavoro nei giorni precedenti alla parata.
La tradizione della Rose Parade risale al 1890 ed è una festa molto conosciuta negli Stati Uniti, attraendo così sempre molti turisti nella città californiana e venendo trasmessa su molti importanti network televisivi statunitensi .
Dal 1902, oltre alla parata, viene organizzato nello stesso giorno il Rose Bowl Game, una partita di football americano del campionato universitario che, dal 1923, si tiene nello stadio Rose Bowl.

## Al cinema
La Rose Parade appare in alcuni documentari fin dall'epoca del cinema muto.

### Filmografia
- Tournament of Roses, documentario della Nestor Film Company (1913)